# دقيقة مائية سيوهوية أحادية الخلية
دقيقة مائية سيوهوية أحادية الخلية (الاسم العلمي: Undibacterium seohonense) هي نوع من البكتيريا، سلبية الغرام، تتبع جنس الدقائق مائية أحادية الخلية.